# Telosentis exiguus
Telosentis exiguus is een soort in de taxonomische indeling van de Acanthocephala (haakwormen). De worm wordt meestal 1 tot 2 cm lang. Ze komen algemeen voor in het maag-darmstelsel van ongewervelden, vissen, amfibieën, vogels en zoogdieren.
De haakworm komt uit het geslacht Telosentis en behoort tot de familie Illiosentidae. Telosentis exiguus werd in 1901 beschreven door O. von Linstow.